# Sankt Martin
Sankt Martin (en romanche: Sogn Martin, literalmente San Martín) es una comuna suiza del cantón de los Grisones, situada en el distrito de Surselva, círculo de Lumnezia/Lugnez. Limita al norte con la comuna de Suraua, al este con Duvin y Safien, al sur con Vals, y al oeste con Lumbrein y Vignogn. En la actualidad forma parte de la comuna de Vals.

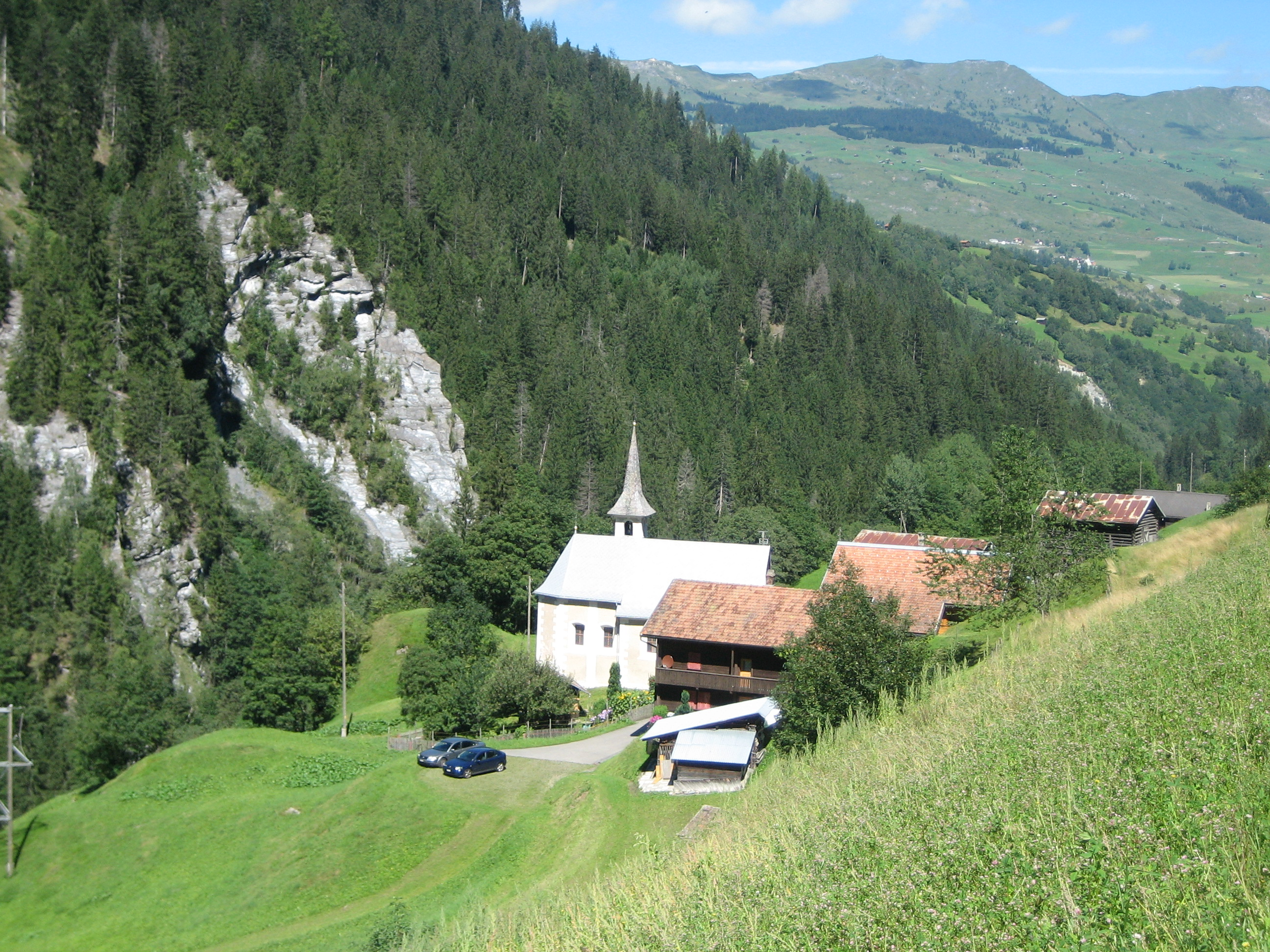
Vista de Sankt Martin.